# Prosaliridae
Prosaliridae foi uma família de rãs que viveram no período Jurássico.  O único gênero dentro da família é o Prosalirus.